# Dinka

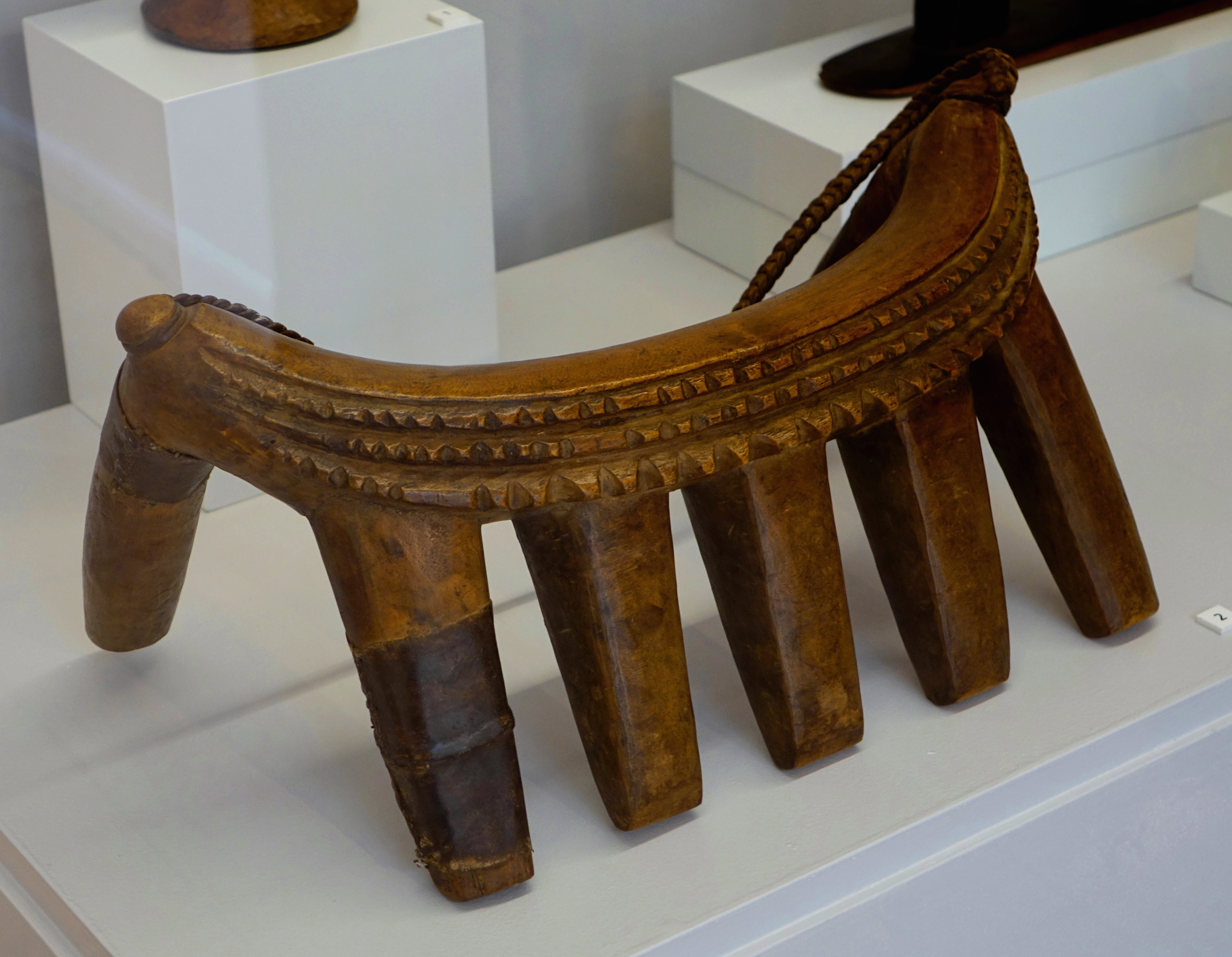
Reposacabezas dinka, Museo Nacional de Antropología, Madrid, España.

Los dinka, también conocidos como jieng, son una etnia de Sudán del Sur ubicada en ambas riveras del río Nilo y que hablan dinka, una lengua perteneciente al grupo nilo-sahariano. A principios del siglo XXI, se calcula que la etnia la forman unas 4 500 000 personas, y constituyen en 18% de la población sudanesa. El pueblo dinka es notable por su altura. Junto a los Tutsi de Ruanda, son considerados el pueblo más alto de África. Entre 1953 y 1954, investigadores reportaron una estatura media para los dinka de 182,6 centímetros en una muestra de 52 dinkas de Agaar, y de 181,3 centímetros en 227 Dinka de Ruweng. Otros estudios de comparación histórica de estatura y nutrición sitúa a los dinka como la etnia con las personas más altas del mundo.